# Зуц-Латтріген
Зуц-Латтріген (нім. Sutz-Lattrigen) — громада  в Швейцарії в кантоні Берн, адміністративний округ Біль.

## Географія
Громада розташована на відстані близько 25 км на північний захід від Берна.
Зуц-Латтріген має площу 3,6 км², з яких на 21,6% дозволяється будівництво (житлове та будівництво доріг), 44,9% використовуються в сільськогосподарських цілях, 32,3% зайнято лісами, 1,1% не є продуктивними (річки, льодовики або гори).

## Демографія
2019 року в громаді мешкало 1391 особа (+3,6% порівняно з 2010 роком), іноземців було 8,8%. Густота населення становила 390 осіб/км².
За віковим діапазоном населення розподілялося таким чином: 20,8% — особи молодші 20 років, 57,7% — особи у віці 20—64 років, 21,4% — особи у віці 65 років та старші. Було 590 помешкань (у середньому 2,3 особи в помешканні).
Із загальної кількості 572 працюючих 35 було зайнятих в первинному секторі, 178 — в обробній промисловості, 359 — в галузі послуг.